# Фінрод
Фінрод (англ. Finrod) - у легендаріумі Дж. Р. Р. Толкіна найстарший син Фінарфіна, званий Вірним і Другом Людей., Володар Нарґотронду, тому і має ще ймення Фелаґунд - Володар Печер., дав обітницю Барагірові через яку і загинув, захищаючи його сина Берена в підземних в’язницях Тол-Сіріону. 

## Життєпис

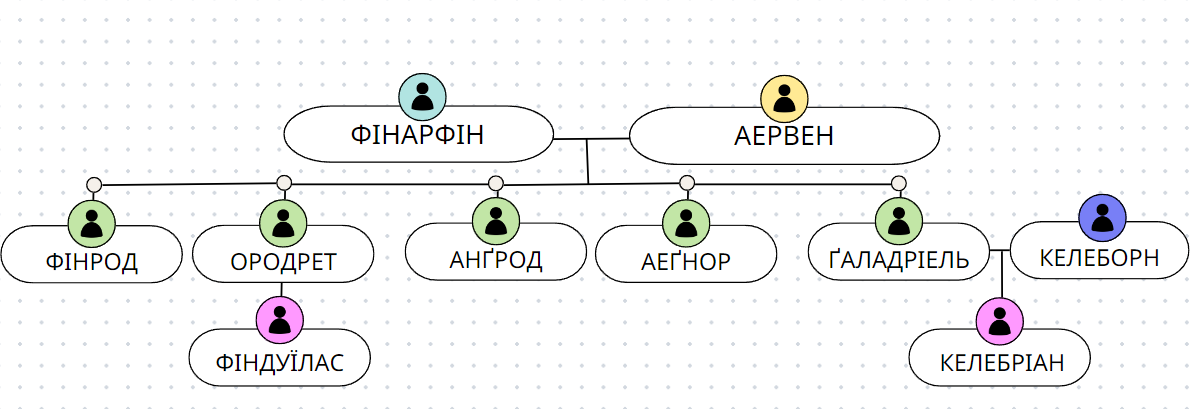
Дім Фінарфіна

#### Клятва Феанора та мандрівка до Середзем'я
Фінрод був найстаршим сином Фінарфіна. Неохоче пішов із рушенням Феанора до Середзем'я, був присутній при Першому Братовбивстві в Альквалонде, а потім, на кораблях телерів дістався до Араманського пустища. Там їх рушення побачило темну постать (дехто стверджує, що це був Мандос), яка виголосила Північне Пророцтво. 
Саме в цей час батько Фінрода Фінарфін відділився від строю з частиною свого народу і повернувся назад до Валінору. Однак Фінрод не пішов разом з ним і продовжив мандрівку.  
Разом із Фінґольфіном та рештою народу, був покинутий на півночі Аману через зраду Феанора.  Хоч і з великими втратами, вони дісталися Середзем'я, перетнувши протоку Гелькараксе і здолавши крижані гори. 

#### Прибуття в Середзем'я
По прибуттю в Середзем’я, Фінрод збудував сторожову вежу Мінас -Тіріт на острові Тол-Сіріон, де і оселився на певний час.  
Звідти, він та його родичі підтримували стосунки з королем Тінґолом з королівства Доріат, адже були фактично родичами. 

#### Послання Ульмо та будівництво  Нарґотронду
З плином часу, Фінрод, разом зі своїм другом Турґоном, вирушив в мандрівку Белеріандом. Під час їх мандрів, Ульмо з'явився перед ними уві сні та наказав підготуватись до лихоліття і збудувати прихисток на випадок, якщо Моргот здолає армії Півночі. 
Тому, по поверненню, Фінрод розповів це послання Тінґолові, який і порадив йому місце, де можна збудувати прихисток - Печери Нароґу, куди і подався Фінрод. Там він спорудив величну твердиню, яку нарекли Нарґотрондом. В будівництві йому допомагали гноми, яких він щедро винагородив. В свою чергу гноми виготовили для Фінрода Науґламір - Гномську Пектораль, найславетніше їх творіння у Прадавні Часи. І нарекли Фінрода Фелаґундом - Прорубувачем Печер.
Тепер Фінрод оселився в Нарґотронді разом зі своїм народом. Його володіння також поширювалось на землі до ріки Неннінґ, і таким чином Фінрод ставав також верховним володарем усіх белеріандських ельфів, які жили між річкою Сіріон і морем, окрім ельфів Фаласу. Фінрод товаришував з Кірданом Корабельником - телерським ельфом та володарем Фаласу,  і вони разом відбудовували цю місцевість та майстрували порти і кораблі.  
Таким чином, Фінрод володів найбільшою територією, хоча і був наймолодшим серед нольдорських вельмож: Фінґольфіна, Фінґона та Маедроса.  

#### Друг Людей
Одного разу, Фінрод вирушив на полювання з Маґлором та Маедросом, синами Феанора. Під час цієї мандрівки він зустрів перших людей, які вступили до Белеріанду. Він полюбив цю расу, тому оселився з ними і навчав їх, і люди полюбили його і визнали своїм володарем, а ще нарекли його Номом - Мудрістю, а його підданих - номінами. 
Незабаром, люди рушили далі Белеріандом, а Фінрод повернувся додому, але разом з ним пішов ватажок людей Беор, який захотів служити Королю Нарґотронду і дійсно служив йому до кінця життя.  

#### Даґор — Браґоллах
Під час 4 битви за Белеріанд — Даґор — Браґоллаху (Битви Раптового Полум'я) на синів Фінарфіна припав найтяжчий удар: 2 брати Фінрода Анґрод і Аеґнор - загинули, і він сам ледь не наклав головою, якби не надійшов Барагір з дому Беора, який врятував його і Фінрод безпечно повернувся до Нарґотронду.  
Після цього Фінрод заприсягся бути незмінним другом і помічником Барагіра та його роду за будь-якої потреби, і на знак цієї присяги подарував Барагірові власний перстень.  

#### Допомога Берену та кінець шляху
З плином часу, до Нарґотронду прийшов Берен, син Барагіра. Він постав перед Фінродом і просив допомогти йому викрасти Сильмарил з лап Моргота (адже отримав таке завдання від Тінґола).
Фінрод, пам’ятаючи власну клятву допомагати домові Барагіра, погодився, тому пішов у путь разом з 10 послідовниками, залишивши власне королівство на брата Ородрета. 
На шляху до Сильмарила вони були помічені Сауроном з вежі Мінас - Тіріт (яку сам і збудував на початку Фінрод, але яку пізніше захопив Саурон) і запроторені до глибокої ями. Однак, за допомогою Фелаґундових чарів, Саурон не довідався хто вони. Тому, заради отримання правди, Саурон вбив кожного соратника Фінрода, допоки Фінрод та Берен не залишились самі. Тоді Саурон наказав вовкулаці вбити Берена, однак Фінрод завадив, захистивши його власним життям.  
Так загинув Фінрод Фелаґунд - Володар Печер, Повелитель Нарґотронду, виконавши обітницю дану Барагірові і захистивши його сина. Його тіло було поховано на власному острові, який знову очистився від зла та влади Саурона за допомогою Лутієн.